# Sedum polytrichoides
Sedum polytrichoides là một loài thực vật có hoa trong họ Crassulaceae. Loài này được Hemsl. miêu tả khoa học đầu tiên năm 1887.